# Almásbalázsháza
Almásbalázsháza (románul: Bălan) falu Romániában, Erdélyben, Szilágy megyében.

## Fekvése
Zilahtól légvonalban 20 km-re keletre (közúton 37,5 km), Zsibótól légvonalban 12 km-re délkeletre (közúton 15,5 km), az Almás vizének bal partján, Kettősmező és Kendermező között fekvő település.

## Története
Almásbalázsháza (Almás-Balázsháza) nevét az oklevelekben a 16. században említették először, amikor 1520-ban Somi Gáspár engedte át használatra Zsombori Péternek.
1560-ban Somlyói Báthory Kristófot és nejét iktatták be a hűtlenség miatt Bebek Ferenctől elvett Almás vár birtokába és tartozékaiba, így Balázsháza birtokába is.
1593-ban Wass György kapta a birtokot  Báthory Zsigmondtól.
1594-ben Bornemissza Anna átengedte Almás birtokát tartozékaival együtt Csáki Istvánnak.
1630-ban Károlyi Katalin fejedelemasszony Zakariás Istvánné Básti Annát erősítette meg az itteni birtokban.
1837-ben főbb földesurai a Csákiak, de birtokosok voltak itt még a báró Jósika, Molnár, Geréb, Cserei családok is Csáki jogon, és mellettük még a gróf Rédei, Korbács, Felszegi családoknak is volt itt részbirtoka.
A település határában a Facza moneszterin nevű helyen egykor klastrom állt. Helye búcsújáró hely.
A 2002-es népszámláláskor 1043 lakosa közül 1041 fő (99,8%) román, 2 (0,2%) magyar volt

## Nevezetességek
- Istenszülő elszenderedése-fatemplom
- Az ortodox kolostor fatemploma
- Szent Mihály és Gábriel arkangyalok-fatemplom